# Estação Alfons X
Alfons X é uma estação da linha Linha 4 do Metro de Barcelona. Entrou em funcionamento em 1974.

## Facilidades
- escada rolante;